# Тит Ветурий Калвин
Тит Ветурий Калвин (на латински: Titus Veturius Calvinus) e политик на Римската република през 4 век пр.н.е.
Той e патриций и проилиза от фамилията Ветурии.
Калвин е два пъти консул, през 334 пр.н.е. и 321 пр.н.е. с колега Спурий Постумий Албин. Двамата командват римските войски против самнитите и претърпяват голяма загуба при Каудинийските проходи. Самнитският генерал Гай Понтий побеждава войската на двамата римски консули. Римляните подписват примирие.